# Se mig nu
Se mig nu är ett album från år 2000 av den svenska dansbandssångerskan Carina Jaarnek och utgivet av skivbolaget Independent.

## Låtlista
1. Du är det bästa för mig
2. Amore Mio
3. Hallå
4. På väg (hem till dig)
5. En tidig morgon
6. Se mig nu
7. En liten fågel
8. Under the Boardwalk
9. Vill du ha mig
10. Ti Amo
11. Sha La La La La
12. Supremes Medley
13. Alla minnen
14. I Will Come To You

### Fotnoter
1. ↑  ”Dansweb”. Arkiverad från originalet den 4 mars 2016. https://web.archive.org/web/20160304234952/http://www.dans-web.nu/skivor/index.php?pid=view&ref_cd=236. Läst 10 juni 2011.